# محوطه استل دیمه
محوطه استل دیمه مربوط به عصر آهن است و در شهرستان الیگودرز، بخش بشارت، دهستان پیشکوه ذلقی، ۳ کیلومتری شمال روستای کرکبود واقع شده و این اثر در تاریخ ۱۸ اسفند ۱۳۸۷ با شمارهٔ ثبت ۲۵۲۶۰ به‌عنوان یکی از آثار ملی ایران به ثبت رسیده است.